# 閃電騎士大戰地獄軍團
《閃電騎士大戰地獄軍團》，為台灣東星電影事業股份有限公司與日本方面合作拍攝上映的《閃電騎士》系列電影第三作，台灣於1976年7月17日～7月23日首映，片長98分鐘。

## 製作梗概
本片劇情以電視版《假面騎士》第1集的部分劇情，與1972年日本推出的兩部《假面騎士》電影版《假面騎士對修卡》（仮面ライダー対ショッカー）與《假面騎士對地獄大使》（仮面ライダー対じごく大使）為藍本修改，敘述2號騎士的誕生以及與1號騎士相遇，開始對抗將他改造的邪惡集團「世界撒旦組織」（即原作中的修卡軍團，但在本系列其他兩部作品中則一概簡稱「撒旦組織」），並轉戰韓國與香港，最後兩名騎士終於擊敗地獄大使，以及變身為「千面女王」（台灣版原創怪人）的死神博士。
片中演員除了替換為台灣演員演出之外，多數打鬥場景並以日本版電影的畫面剪接流用（包括原作素材中登場的演員千葉治郎與齋藤浩子出現的畫面），原版中的兩位主角藤岡弘與佐佐木剛也因剪輯運用日本版素材之故，曾以形同本片的武打替身性質在畫面中瞬間出現，但最終決戰部分則為台灣版全新拍攝的畫面，撒旦組織反派角色的最後下場也與原作有異。另外以劇情時間點而言本片其實應列為第一部作品，但在當時卻是三部《閃電騎士》系列作品中最晚上映的。
在80年代間年代影視趁著《閃電五騎士》重映之勢，曾發行過家庭用販售錄影帶（但內容有部分刪節）。另外70年代本片也有販售眾多版權至歐洲各國，近年德國片商Cmv Laservision公司，於2006年發售了經過刪節的德語配音版DVD《Der Krieg Der Infras》（英譯：The War of Infras，PAL規格，片長74分鐘）。

## 工作人員
- 出品人：王東海[8]
- 監製人：王建成
- 製片：黃觀雙
- 編劇：李川
- 副導演：陳慶豐
- 美術：王建富
- 特技：林功、李英宗
- 攝影指導：陳玉帛
- 攝影助理：蔡章勳、楊木榮
- 燈光：莊嵩塘
- 燈光助理：李浩、張志雄、林明泰
- 劇務：王順民
- 劇務助理：仁果
- 場記：江耀華、陳淑華
- 化粧：蔡碧華
- 劇照：林祖淞
- 服裝：賈蘭君、周効蘭
- 道具：李大中、周信根
- 特技：莊林松、李英宗
- 特殊機車：王江漢
- 場務：嚴瑞寶、高金鐘、張其榮、陳明國
- 木工：胡明益
- 布景：陳孝貴
- 武術指導：金萬希
- 武術：葛長生、李錦廣、翁順興
- 剪接：黃秋貴、鄒志俠
- 美術助手、模型製作、燈光：八木功（未列名）
- 作曲：黃清音
- 音樂：黃清音／菊池俊輔（翻唱片中歌曲與沿用配樂部份，未列名）
- 作詞：李川、王建富
- 錄音、配音：寶華配音公司
- 幕後主唱：張美惠、凌文雄、蔣忠、蔣昭男
- 發行：東星電影事業股份有限公司
- 導演：林重光／山田稔（沿用日本版畫面部分導演，未列名）

## 主要演員
- 聞江龍：飾 洪自強＝閃電騎士1號
- 李藝民：飾 湯志偉＝閃電騎士2號
- 常楓：飾 馬榮
- 千葉治郎：飾 李立為（剪接日本版畫面演出，演職員字幕未列名）[9]

沿用原版《假面騎士》角色瀧和也的基本設定，但本片中改為韓國的國際警察。片中的相關出場畫面均為使用日本版素材。
- 古軍：飾 死神博士

本片中的設定，為撒旦組織韓國支部的指揮官。
- 高振鵬：飾 地獄大使

撒旦組織的第一幹部（自稱）。
- 周仲廉：飾 申大道

角色相當於原作電影版《假面騎士對修卡》中登場的大道寺博士。
- 齋藤浩子：飾 申茱莉（剪接日本版畫面演出，演職員字幕未列名）

角色相當於原作電影版《假面騎士對修卡》中大道寺博士的女兒大道寺珠美。不過片中的相關出場畫面，均為使用日本版素材。
- 韓江：飾 錢國棟博士

於本片中的角色定位，相當於原作電視版《假面騎士》第1集中，於本鄉猛遭到腦改造前將他救出的綠川弘博士，但在本片劇情中並未如同原作的綠川博士一樣死亡，而是生還逃走。此角色在系列三部電影中均有出現，因而在前作《閃電五騎士》中，角色定位則又變為相當於原版《假面騎士Ｘ》的神啓太郎教授。
- 蔣青峰：飾 撒旦組織科學家

原本打算執行湯志偉的腦改造手術，但因遭到錢博士以破壞基地電力方式阻止而未能成功。
- Judy Reyhoid（外籍演員）：飾 陳惠美

被閃電騎士所救的外籍女性，但其實是千面女王所變裝，並對騎士設下陷阱。
- 閔敏：飾 金警官

國際警察韓國分部辦公室的警官，協助申大道搜尋被死神博士擄走的申茱莉下落。
- 南穆真：飾 秀莉

馬榮的女助手之一，後與馬榮遭地獄大使擄走成為人質，以威脅閃電騎士。
- 楊麗珍：飾 月雲

馬榮的女助手之一。
- 林峯：飾 李文豪

角色相當於原作電影版《假面騎士對修卡》中大道寺博士的助手阿野。
為申大道的研究助手，後遭撒旦組織殺害，且由戰鬥員變裝為他的模樣，意圖將申大道滅口。
- 葛長生：飾 李立為（替身）

本片中是在必須與聞江龍在同畫面中出現的場景，且無法以日本版千葉治郎的拍攝素材運用時擔任的替身。
- 李錦廣
- 翁順興
- 唐復雄
- 小高山

## 片中插曲
所有曲目均收錄於1975年10月由海山唱片所發行的《電影「閃電騎士」全部插曲》專輯（商品編號：LS-1071）中，但專輯中關於詞曲作者與演唱者資料均完全並未列記。於電影片頭字幕中詞曲作者列記為「作詞：李川、王建富／作曲：黃清音」（但僅「戰鬥進行曲」為原創曲目），另外翻唱曲目部分均由菊池俊輔作曲。演唱者部分，則統一列名為張美惠、凌文雄、蔣忠、蔣昭男四人（依片頭字幕為準，但未詳列何首曲目由何人負責演唱）。
- 片頭曲：「戰鬥進行曲」

為原創曲目，在《閃電騎士V3》片中也曾使用。
- 插曲：「閃電騎士之歌」

翻唱自日本TV版片尾曲（原唱：藤浩一、メール・ハーモニー），片中用於騎士2號救出錢博士逃離撒旦組織，在首度變身後與千面女王的對戰橋段。
- 插曲：「加油吧！閃電騎士之歌」

翻唱自日本TV版片頭曲（原唱：藤岡弘／藤浩一、メール・ハーモニー），但中文歌詞詞意與日語原版相當接近。

## 相關軼聞
- 由於選用的日本原片素材之故，片中騎士1號與2號的造型也隨著劇情發展出現變化。

1號：櫻島1號→新1號→橘色圍巾版新1號（最終決戰）

2號：舊2號→新2號→橘色圍巾、紅手套與紅靴版新2號（最終決戰）
- 本片為《閃電騎士》三部曲最先拍攝，且應最早上映的作品，就劇情的時間點而言，也是全系列三部作品之中最早的，至於為何壓至最後才上映的原因不詳。但因而造成的明顯劇情衝突，則是原本已在前作《閃電五騎士》中死去的錢國棟博士，到了本片中卻又未做任何解釋就再度登場（若以實際推展劇情時空而言則並無問題）。

## 類同模式電影
《火星人》（英文片名：MARS MEN）
1976年7月4日～7月12日期間於台灣暑假檔上映的電影，片長約94分鐘。由本片主角之一聞江龍主演。但內容則是以日本圓谷製作與泰國CHAIYO公司在1974年4月推出，以圓谷的電視特攝作品《巨人力霸王》最後兩集內容為素材合作拍攝的電影《門神大戰占母A》（原題：ยักษ์วัดแจ้งพบจัมโบ้เอ，英譯：Giant and Jumbo A，日本未上映）特攝部分畫面（約32分），加上台灣自行拍攝的演員演出部分（約50分）所重新構成。
製作群
- 出品：星華電影事業（香港）有限公司
- 發行：太子電影事業有限公司
- 監製：傅清華
- 製片：蔡世賢
- 製片助理：張煥宮
- 策劃：傅美雪
- 編劇：林清介
- 攝影：賴汶星
- 導演：陳洪民

主要演員
| - 聞江龍 - 王寶玉 - 葉小益 - 房勉 | - 黃澤清 - 姚篤志 - 張維新 - 王新亞 | - 張寒 - 包海生 - 陸幻林 - 盧孝炫 | - 孫台振 - 陳添成 - 周藹文 |

- 《鐵超人》（英文片名：Iron Super Man）

由香港錦華電影股份有限公司改拍自1974年的日本電視特攝劇集《超級機械人 馬赫霸龍》（スーパーロボット マッハバロン，香港播出時譯名為《百變龍》）的電影，於1975年7月21日～7月24日期間在台灣上映。目前有歐洲地區版本的DVD（德語版與本片同為cmv LASERVISON發行，片名為《Roboter der Sterne》，西班牙語版片名為《Mazinger-Z, El Robot de las Estrellas》）發行。
製作群
- 監製：李貴武
- 策劃：彭世偉
- 製片：林醒凡
- 作詞：張徹
- 作曲：江慶霖
- 導演、編劇：郭廷鴻

主要演員
- 李琳琳
- 葉天行
- 陸劍明
- 秦沛
- 何志強
- 梁少華  等

## 外部連結
- 台灣電影網[永久]
- 香港影庫上《閃電騎士大戰地獄軍團》的資料（繁體中文）
- 豆瓣电影上《閃電騎士大戰地獄軍團》的資料 （简体中文）
- 超級龍熱（日本） （页面存档备份，存于）
- RIDER MOVIE解說（日本） （页面存档备份，存于）
- 假面騎士辭典（日本）
- 德國版DVD片商cmv LASERVISION的官網簡介（德語）
- YouTube上的德語版預告